# Мароны

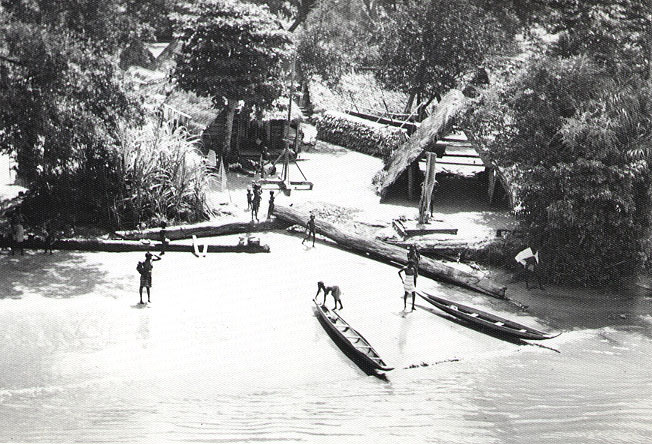
Маронская деревня на реке Суринам. 1955 г.

Мароны (фр. les Marrons, также marronage «одичание, возвращение в дикое состояние; маронство») — представители особых сообществ беглых рабов-негров и их потомков смешанного происхождения (мулаты, самбо), на протяжении веков ведущих полукочевой и практически независимый образ жизни в глухих горных регионах вдали от центров европейской колонизации в Западном полушарии. Наиболее широкое распространение феномен маронства получил в XVI—XVII веках в бассейне Карибского моря (Вест-Индия, Антильские острова), затем, в XVIII—XIX веках, по мере освоения других территорий, мароны переместились в более труднодоступные континентальные области (болота Миссисипи, Флорида, горные Анды, бразильский сертан, Гвиана и Суринам), где маронские поселения сохраняются и поныне. Мароны часто сотрудничали с прибрежными пиратами, совершали грабительские набеги на подконтрольные европейцам поселения с целью захвата продовольствия, но и сами при этом постоянно становились объектами непрерывного наблюдения со стороны европейских властей, армии и полиции, стремящейся вернуть беглых рабов их господам или же в случае пленения продать их на невольничьем рынке.

## Этимология
Слово марон в русский язык попало из французского, куда оно, в свою очередь, было заимствовано из испанского языка: именно Испания играла ключевую роль в освоении Америк конца XV — сер. XVI веков. Слово «симарроны» означает беглые рабы (от исп. cimarron от cima «верхушка, вершина горы»). По другой версии, слово имеет индейское происхождение: так араваки называли одичавших домашних животных. В англоязычных странах получили название буш-ниггеры (англ. bush Nigger от нидерл. bosch «лес»), откуда также слово «бузиненги» (Французская Гвиана); в португалоязычных странах именуются также киломбу.

## История
Первые мароны появились уже на заре европейской колонизации Америк. Так, испанские колониальные хроники фиксируют появление беглых рабов уже в 1512 году. В джунглях, болотах и горах беглые негры (как правило только что привезённые из Африки) зачастую объединяли свои усилия с индейскими племенами, которые оказывали им поддержку, и постепенно смешивались с ними, что привело к появлению групп самбо.
Приблизительно в это же время в маронской среде, где на первых этапах преобладают индейские и автохтонные языки, начинается неполное усвоение европейских языков, приведшее к появлению новой лингва франка регионов. Так происходит становление местных креольских языков, одни из которых (например, паленкеро) со временем исчезли в ходе процесса декреолизации, а другие наоборот приобрели официальный статус и стали самостоятельными языками (папьяменто, таки-таки, креольский язык) или оказались в промежуточном положении современных социолектов (язык галла и афроамериканские диалекты в США).
Мароны предпочитали селиться по берегам рек, чтобы иметь доступ к питьевой воде, охотиться на животных на водопое, ловить рыбу. Некоторые мароны пытались вести и сельское хозяйство, выращивая овощи, но это было крайне затруднительно поскольку по мере расширения сети дорог, европейские армии совершали частые рейды на маронские поселения, и мароны вынуждены были вести полукочевой образ жизни. Первые мароны жили в глубине островов Карибского моря, но небольшая площадь островов привела к тому, что мароны исчезли на островах к началу XVIII века.
В XVI—XVII веке, когда колониальная власть в Мексике была относительно слабой, маронам удалось добиться признания своей свободы и прав своих поселений. Один из их предводителей, Гаспар Янга, в XIX веке был романтизирован как национальный герой Мексики, в честь него был назван город Янга.
На континенте они сохранялись значительно дольше, но после ослабления европейского контроля над бывшими колониями в ходе революций и войн за независимость в конце XVII — начале XIX веков, мароны постепенно интегрируются в местные общества, хотя и занимают в них невысокие по своему статусу и престижности ниши. В Латинской Америке мароны быстро стали частью местных латиноамериканских народов, в нероманских же странах (Суринам, США) их интеграция была затруднена рядом институциональных барьеров (сегрегация, расизм и т. д.).
Верховный вождь маронов именуется ганман.

## Субэтнические группы маронов
Из-за особенностей рельефа и гигантских размеров континента, мароны, конечно же, не представляют и никогда не представляли собой некоей гомогенной группы со стандартным набором этнографических характеристик. В Западном полушарии образовалось несколько довольно изолированных маронских групп, самые известные из которых:
- Лесные негры — шесть племён, живущих в труднодоступных джунглях Суринама и Французской Гвианы, говорят на языках ндюка и сарамакканском
- Симарроны (Панама, Центральная Америка)
- Ямайские мароны

## Известные представители
- Гаспар Янга